# Odprto prvenstvo ZDA 1976
Odprto prvenstvo ZDA 1976 je teniški turnir za Grand Slam, ki je med 30. avgustom in 12. septembrom 1976 potekal v New Yorku.

## Moški posamično
Jimmy Connors :  Björn Borg, 6–4, 3–6, 7–6(11-9), 6–4

## Ženske posamično
Chris Evert :  Evonne Goolagong Cawley 6–3, 6–0

## Moške dvojice
Tom Okker /  Marty Riessen :  Paul Kronk /  Cliff Letcher 6–4, 6–0

## Ženske  dvojice
Delina Boshoff /  Ilana Kloss :  Olga Morozova /  Virginia Wade 6–1, 6–4

## Mešane dvojice
Billie Jean King /  Phil Dent :  Betty Stöve /  Frew McMillan 3–6, 6–2, 7–5